# Comité IDAHO
Pour les articles homonymes, voir Idaho (homonymie).
Le comité IDAHO (de l'anglais International Day Against Homophobia) est une organisation non gouvernementale qui organise des actions contre l'homophobie, notamment à travers l'instauration de la journée internationale annuelle de lutte contre l'homophobie. Celle-ci devient la journée internationale annuelle de lutte contre l'homophobie et la transphobie, afin de la faire inscrire au calendrier officiel dans un maximum de pays et de la faire adopter au niveau international.
Cette journée est coordonnée en France par le Comité IDAHO, qui œuvre à la fois au niveau international et au niveau national.

## La journée IDAHO
Depuis 2005, la journée IDAHO (International Day Against Homophobia and Transphobia) mobilise l’opinion publique sur les problèmes liés à l’homophobie et à la transphobie par le biais de colloques, de manifestations de rue ou d’événements artistiques. 
La date du 17 mai a été choisie pour commémorer la décision de l’Organisation mondiale de la santé (OMS), en 1990, de retirer l’homosexualité dans sa nouvelle classification internationale des maladies (CIM-10). Lancée en 2005 et coordonnée au niveau international par le comité IDAHO, cette journée est aujourd’hui célébrée dans plus de 60 pays à travers le monde.
Le 16 mai 2013 à la veille de la journée mondiale de lutte contre l'homophobie, la reine Maxima des Pays-Bas organise un dîner contre l'homophobie, pour fêter la première participation du pays à l'IDAHO, avec une remise de prix ainsi que la participation de plusieurs ministres et députés européens.

## Autres actions
- Tous les ans, le comité IDAHO publie le palmarès des villes contre l'homophobie[4],[5].
- En 2006, le comité IDAHO lance l'appel « Pour une dépénalisation universelle de l’homosexualité ». Dans son prolongement, la secrétaire d'État aux Droits de l'homme de la République française Rama Yade présente en 2008 à l'Assemblée générale des Nations unies une déclaration relative aux droits de l'homme et à l'orientation sexuelle et l'identité de genre, cosignée par six pays africains. En 2011, une nouvelle déclaration est présentée, cosignée cette fois-ci par onze pays africains. Beaucoup d'autres pays du continent ont cependant critiqué les deux déclarations. Une résolution est ensuite élaborée (contraignante contrairement à une déclaration). Elle est adoptée le 15 juin 2011 par le Conseil des droits de l'homme des Nations unies. À l'été 2012, trois militants du comité IDAHO entament une grève de la faim pour convaincre le gouvernement du nouveau président François Hollande de présenter rapidement cette résolution à l'ONU, tandis que d'autres ONG proclament plutôt la nécessité que l'Afrique du Sud reste porteuse du projet[6],[7].
- Juin 2012 : réception par le président de la République française et pour la dépénalisation universelle de l'homosexualité[7].
- Août 2013 : dépôt de plainte contre Twitter pour diffusion d'appels à la haine envers les homosexuels[8],[9].